# Eleanor Rooseveltová
Anna Eleanor Rooseveltová (11. října 1884 New York – 7. listopadu 1962 tamtéž) byla americká politička, diplomatka a aktivistka. Byla nejdéle sloužící první dáma Spojených států, od března 1933 do dubna 1945 během výkonu úřadu svého manžela Franklina D. Roosevelta, 32. prezidenta USA. Po manželově smrti se věnovala činnosti v oblasti lidských práv, zejména práv žen. Aktivně se podílela na vytvoření několika institucí pod záštitou OSN, kde působila jako velvyslankyně USA (1. žena, která získala funkci). Předsedala výboru, který navrhl a schválil Všeobecnou deklaraci lidských práv. Prezident Harry S. Truman ji nazval První dámou světa na počest jejích četných cest na podporu lidských práv.

## Rodina
Anna Eleanor Rooseveltová se narodila v New Yorku Elliottu Rooseveltovi a Anně Eleanor Hallové, byla neteří prezidenta Theodora Roosevelta. Rodinný klan Rooseveltových založil Claes Martenszen van Rosenvelt, který emigroval do Nového Amsterdamu (dnešní Manhattan) z Nizozemska ve čtyřicátých letech. Jeho vnuci, Johannes a Jacobus, začínali v Oyster Bay a Hyde Parku v New Yorku a dotvořit klan Rooseveltovy rodiny. Eleanor pocházela z Johannesovy a její budoucí manžel Franklin z Jacobusovy větve.
Své jméno Anna Eleanor si zkracovala pouze na Eleanor. Rooseveltová je také potomkem (přes větev své matky) Williama Livingstona, který podepisoval Ústavu Spojených států amerických. Eleanor měla dva mladší bratry: Elliota Jr. (1889–1893) a Halla Roosevelta (1891–1941).

## Dětství
Matka Eleanor byla velmi krásná a nechápala svou zádumčivou dceru, proto se Eleanor více přimkla ke svému otci. Matka zemřela v roce 1892 na záškrt. Rodina odmítla svěřit její děti do péče otce, který byl v té době závislý na alkoholu, proto byly svěřeny do péče své babičky Hallové v Tivoli. V roce 1894 zemřel i její otec, což Eleanor poznamenalo na celý život.

## Vzdělání
Na přání své zemřelé matky byla poslána do Allenswood, francouzské dívčí internátní školy poblíž Londýna, kde studovala od roku 1899 do roku 1902. Na ředitelku školy, Mademoiselle Marii Souvestre udělala velký dojem. Díky ředitelce Souvestrové se začala zajímat o liberalitu a celé léto strávila cestováním po Evropě, kde studovala historii, jazyk a literaturu, což v ní vyvolalo trvalý zájem o sociální spravedlnost, o získávání znalostí a schopnost prezentovat jasně a výmluvně své názory. V této škole byla Eleanor oblíbená jak u učitelů, tak u studentek.

## Manželství
Se svým budoucím manželem se seznámila už v dětství, pocházel z chudší rodinné větve než ona, vzala si jej hlavně kvůli tomu, aby se dostala z vlivu své rodiny. Svatba se konala v New Yorku 17. března 1905. Manželé Rooseveltovi měli pět dětí: Annu Eleanor (1906), Jamese, Elliota, Franklina a Johna (1916). Rodina se řídila podle hlavy rodiny. V roce 1917 se celá rodina přestěhovala do Washingtonu, kde Eleanor pracovala ve vývařovně Červeného kříže pro vojenské vysloužilce. Po 1. světové válce zjistila, že její manžel měl poměr se svou sekretářkou, rodina zabránila rozvodu, ale Eleanor alespoň získala tolik vytouženou samostatnost. Pracovala také na manželově volební kampani. V roce 1921 postihla Roosevelta dětská obrna. Eleanor o svého muže pečovala a udržovala jeho zájem o politiku.

## Politika
Sama se vypracovala na nejvýznamnější ženu Demokratické strany. Snažila se přitáhnout ženy do Demokratické strany, stala se členkou Women's City Club a zasazovala se tak o zlepšení situace v New Yorku (omezení dětské práce, nemocenská pro dělníky, rozšíření informací pro manžele, jak bránit nechtěnému těhotenství). Sama publikovala mnoho článků o rozličných tématech. Spolupracovala s feministkami. Díky svým úspěchům dostávala od strany náročnější úkoly, měla tak pocit vlastní užitečnosti, který jí tak v dětství chyběl. Měla pořad v rádiu a několik pravidelných rubrik v tisku.

## První dáma

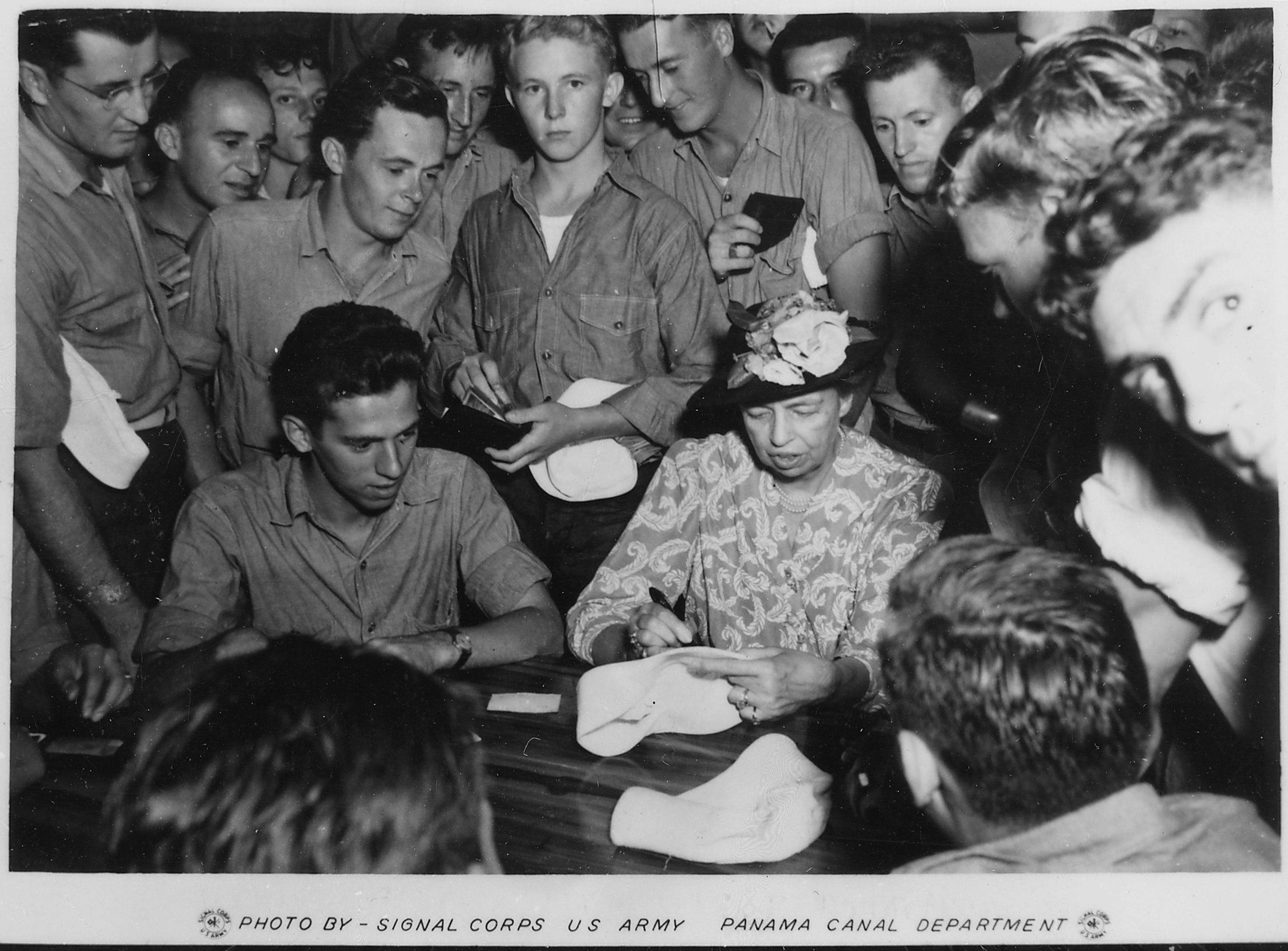
Eleanor Rooseveltová na Galapágách

Franklin Delano Roosevelt byl v roce 1933 zvolen prezidentem USA. Podporovala jeho kandidaturu, přestože věděla, že se sama bude muset omezit. Zavedla pravidelné týdenní tiskové konference, kde se spíše probírala politická témata. Byla pověřena činností „prezidentovy vyslankyně“, podporovala projekty „pomocí ke svépomoci“, zastávala se Afroameričanů, kteří z vděčnosti poté podporovali jejího manžela. V Chicagu 1940 jako první žena vystoupila na národním stranickém shromáždění, kde na Franklinovo přání podporovala na funkci viceprezidenta Henry A. Wallace.
Během 2. světové války se zaměřila na sociální politiku, podporovala Společnost národů, kritizovala izolacionismus. Poukázala na podobnost rasové ideologie evropských fašistů a vztahu jižanů k Afroameričanům.
Svou aktivitou vytvořila standard pro budoucí první dámy USA.[zdroj?]

## Život po skončení funkčního období
Dne 26. června 1945 se konalo ustavující zasedání OSN a Eleanor zde vystupovala jako vyslankyně USA, stala se spoluautorkou Všeobecné deklarace lidských práv. Dále se angažovala za práva žen a menšin a v různých charitativních organizacích.
Zemřela 7. listopadu 1962.
V listopadu 1964 byla na její počest vydána v Izraeli poštovní známka o nominální hodnotě 0,7 šekelů.